# Shiira
Shiira é um navegador web (browser) para o sistema operacional Mac OS X. Criado para ser "um navegador melhor e mais útil que o Safari", o Shiira utiliza o renderizador WebKit (baseado no KHTML).
O Shiira é software livre e seu código fonte é disponibilizado sob a licença BSD